# Strophurus taeniatus
Espèce
Synonymes
- Oedurella taeniata Lönnberg & Andersson, 1913
- Diplodactylus taeniatus (Lönnberg & Andersson, 1913)

Strophurus taeniatus est une espèce de geckos de la famille des Diplodactylidae.

## Répartition
Cette espèce est endémique d'Australie. Elle se rencontre en Australie-Occidentale, dans le Territoire du Nord et au Queensland.

## Publication originale
- Lönnberg & Andersson, 1913 : Results of Dr. E. Mjöbergs Swedish Scientific Expeditions to Australia 1910-13. 3. Reptiles. Kongliga Svenska Vetenskaps Akademiens Handlingar, Stockholm, vol. 52, p. 1-17 (texte intégral).